# Cynaeda plebejalis
Cynaeda plebejalis là một loài bướm đêm trong họ Crambidae.